# Stormbringer
Stormbringer (в переводе с англ. — «Несущий шторм») — девятый студийный альбом британской группы Deep Purple, вышедший 10 декабря 1974 года.

## Об альбоме
Альбом был записан в августе 1974 года на студии Musicland в Мюнхене. Микширование было выполнено в Лос-Анджелесе на студии Record Plant в сентябре.  В отличие от Burn, для нового альбома практически не было готового материала, за исключением заглавного трека, «Stormbringer». Многие песни, привезённые группой в США, были достаточно сырыми. К примеру, вокальные партии для композиции «Soldier of Fortune» накладывались на музыку уже в Америке, а «Gypsy» и «High Ball Shooter» были написаны прямо в студии.
Работа над пластинкой проходила в напряжённой атмосфере. Сильные элементы фанка и соула, привносимые Хьюзом и Ковердэйлом, не устраивали Блэкмора (фактически, альбом представляет собой смесь заимствований Ковердэйла из блюза, элементов фанка, которым увлекался Хьюз, типичных хард-роковых риффов Блэкмора и классических органных партий Лорда). Гитарист избегал общения с другими участниками группы и, наоборот, всё чаще контактировал с Ронни Джеймсом Дио и остальными музыкантами Elf, которые позже войдут в состав его нового коллектива Rainbow. Блэкмор говорил о записи пластинки: «Со мной были не те люди, с которыми мне бы хотелось записывать альбом». В то время он испытывал негативные эмоции ко всем окружающим. Возможно, это могло быть вызвано шедшим у него тогда бракоразводным процессом. О вероятном уходе Ричи Блэкмора из группы стало известно в феврале 1975 года, во время американского турне. Отход группы от привычного звучания удивил также и руководство Warner Bros. После концерта 7 апреля 1975 года в парижском Palais des Sports Блэкмор покинул Deep Purple.
Вопреки распространенному мнению, название «Stormbringer» («Несущий бурю») не было навеяно творчеством Майкла Муркока. По словам Дэвида Ковердейла, он никогда не читал эту книгу, хотя и признавался, что обнаружил её экземпляр у себя дома под кроватью уже спустя долгое время после того, как трек был записан.
При оформлении обложки альбома Stormbringer был использован фотоснимок торнадо, сделанный Люсиль Хэндберг 8 июля 1927 года в штате Миннесота. Эта же фотография была использована для альбома Майлза Дэвиса Bitches Brew в 1970 году и альбома Siouxsie and the Banshees Tinderbox в 1986 году.
23 февраля 2009 года в честь 35-летия альбома вышло его двухдисковое (CD+DVD) переиздание. На первом диске представлена ремастированная версия альбома, а также 4 ремикса Гленна Хьюза и инструментальная композиция «High Ball Shooter». На втором — квадрофонический микс альбома в двух звуковых вариантах.

## Список композиций
Сторона 1
| №  | Название                  | Автор(ы)                                | Длительность |
| -- | ------------------------- | --------------------------------------- | ------------ |
| 1. | «Stormbringer»            | Дэвид Ковердэйл, Ричи Блэкмор           | 4:03         |
| 2. | «Love Don’t Mean a Thing» | Ковердэйл, Блэкмор, Джон Лорд, Иэн Пейс | 4:23         |
| 3. | «Holy Man»                | Ковердэйл, Гленн Хьюз, Лорд             | 4:28         |
| 4. | «Hold On»                 | Ковердэйл, Хьюз, Лорд, Пейс             | 5:05         |

Сторона 2
| №  | Название                                        | Автор(ы)                       | Длительность |
| -- | ----------------------------------------------- | ------------------------------ | ------------ |
| 5. | «Lady Double Dealer»                            | Ковердэйл, Блэкмор             | 3:19         |
| 6. | «You Can’t Do It Right (With the One You Love)» | Ковердэйл, Блэкмор, Хьюз       | 3:24         |
| 7. | «High Ball Shooter»                             | Ковердэйл, Блэкмор, Лорд, Пейс | 4:26         |
| 8. | «The Gypsy»                                     | Ковердэйл, Блэкмор, Лорд, Пейс | 4:13         |
| 9. | «Soldier of Fortune»                            | Ковердэйл, Блэкмор             | 3:14         |

### Бонус треки на издании 35th anniversary
| №   | Название                                                             | Автор(ы)                       | Длительность |
| --- | -------------------------------------------------------------------- | ------------------------------ | ------------ |
| 10. | «Holy Man» (Glenn Hughes remix)                                      | Ковердэйл, Хьюз, Лорд          | 4:32         |
| 11. | «You Can’t Do It Right (With the One You Love)» (Glenn Hughes remix) | Ковердэйл, Блэкмор, Хьюз       | 3:27         |
| 12. | «Love Don’t Mean a Thing» (Glenn Hughes remix)                       | Ковердэйл, Блэкмор, Лорд, Пейс | 5:07         |
| 13. | «Hold On» (Glenn Hughes remix)                                       | Ковердэйл, Хьюз, Лорд, Пейс    | 5:11         |
| 14. | «High Ball Shooter» (instrumental)                                   | Ковердэйл, Блэкмор, Лорд, Пейс | 4:30         |

## Участники записи
- Ричи Блэкмор — гитара
- Дэвид Ковердэйл — вокал (все композиции, кроме «Holy Man»), бэк-вокал
- Гленн Хьюз — бас-гитара, вокал (все композиции, кроме «Soldier of Fortune»), бэк-вокал
- Джон Лорд — орган, клавишные, электрическое фортепиано, бэк-вокал
- Иэн Пейс — ударные
- Записано на студии Musicland Studios (Мюнхен) в августе 1974 года, сведено в Record Plant Studios (Лос-Анджелес) в сентябре 1974 года.
- Звукорежиссёр — Мартин Бёрч
- Сведение — Мартин Бёрч и Иэн Пейс при участии Гэри Вебба и Гэри Ландински
- Продюсирование — Deep Purple и Мартин Бёрч

переиздание 2009 года
- Питер Мью — ремикширование, перевод оригинального квад-микса в формат 5.1
- Гленн Хьюз — ремикширование
- Гарри Масси — микширование («High Ball Shooter» (instrumental)[26]